# Teodor Mangafas
Teodor Mangafas (gr. Θεόδωρος Μαγκαφᾶς) – bizantyński arystokrata i wojskowy, uzurpator. 

## Życiorys
Za panowania cesarza Izaaka II Angelosa (1185-1195) ogłosił się w 1188 roku niezależnym władcą Filadelfii w Azji Mniejszej. Przyjął tytuł cesarski i bił własną monetę. Izaak II uznał go jako gubernatora miasta pod warunkiem wyzbycia się ambicji cesarskich i odesłania syna na dwór w Konstantynopolu. W 1193 Teodor jednak został wypędzony z miasta. Podczas chaosu spowodowanego IV krucjatą ponownie w 1203 zawładnął Filadelfią. Panował tam do roku 1205. 